# Madracis profunda
Madracis profunda is een rifkoralensoort uit de familie van de Pocilloporidae. De wetenschappelijke naam van de soort is voor het eerst geldig gepubliceerd in 1980 door Zibrowius.